# فولکس‌واگن گلف ام‌کا۱
فولکس‌واگن گلف ام‌کا۱ (Volkswagen Golf Mk۱) خودرویی است که در سال‌های ۶.۸ million units ۱۹۷۴ تا ۱۹۸۴
۱۹۷۴ تا ۲۰۰۹ (South Africa)
۱۹۸۰-۱۹۹۳ (Cabriolet)در آلمان، ایالات متحده آمریکا، آفریقای جنوبی و مکزیک تولید شده‌است.
این خودرو در کلاس خودرو کامپکت قرار گرفته و طراحی آن خودروهای موتور جلو-محور جلو بوده طول آن در حالت طبیعی ۳٬۷۰۵ میلیمتر (۱۴۵٫۹ اینچ) و عرض آن در حالت طبیعی ۱٬۶۱۰ میلیمتر (۶۳٫۴ اینچ) است. سیستم جعبه‌دندهٔ آن ۳ دنده به دو صورت خودکار و دستی است.